# Egyptiska revolutionen 2011
Egyptiska revolutionen 2011 (Arabiska: ثورة 25 يناير thawret 25 yanāyir, 25 januari-revolutionen) var en serie gatudemonstrationer, protester och incidenter av civil olydnad som började med ett folkligt uppror i Egypten den 25 januari 2011 och som pågick fram till den 30 juni 2012 då den demokratiskt valde Muhammad Mursi installerades som ny president.
Detta har av en del kallats för hibiskusrevolutionen. Demonstrationerna och upploppen började ett par veckor efter protesterna i Tunisien 2010–2011 som har kallats för jasminrevolutionen och anses ha lett till protesterna i arabvärlden 2010–2011, bland annat i Egypten, och många demonstranter bar också Tunisiens flagga som en symbol. Missnöjet kretsade särskilt kring juridiska, politiska och ekonomiska frågor, bland annat polisbrutalitet, undantagstillstånd, brist på fria val, korruption, restriktioner av yttrandefriheten, hög arbetslöshet, låg minimilön, bostadsbrist, inflation i matpriserna och dåliga levnadsförhållanden. Mohamed ElBaradei, sedd som den mest troliga kandidaten till en eventuell interim-president, meddelade att han inte ansåg att president Hosni Mubarak borde ställa sig till förfogande efter att hans mandat går ut i september. ElBaradei uttryckte också en önskan om att Mubarak bör lyfta undantagstillståndet, och kalla till fria val. Den 11 februari meddelade vicepresident Omar Suleiman att Hosni Mubarak hade avgått som president och att landets militärledning övertagit styret. 

## Händelseförlopp

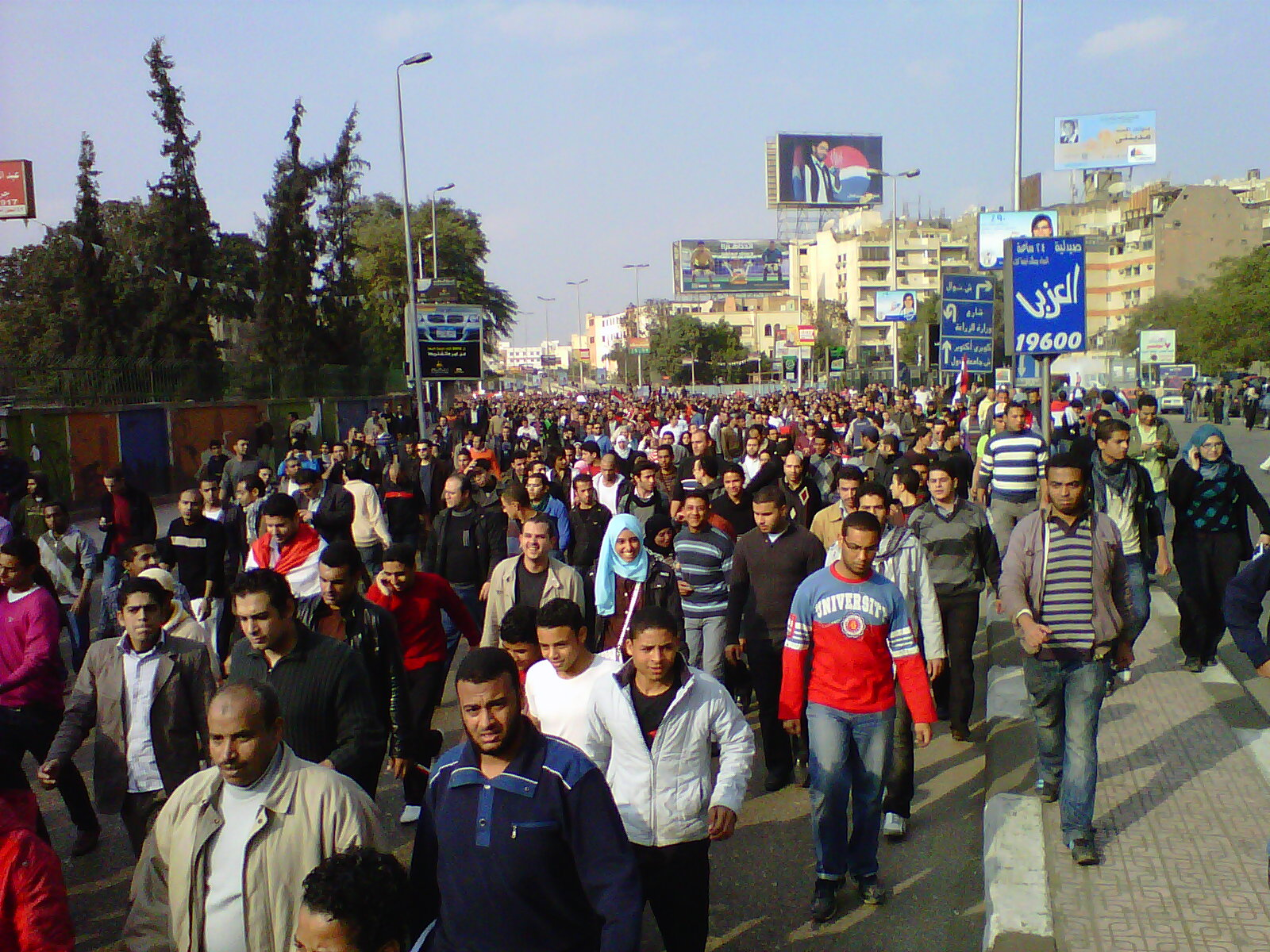
Demonstrationer den 25 januari 2011, dagen som blev kallad "Vredens dag".

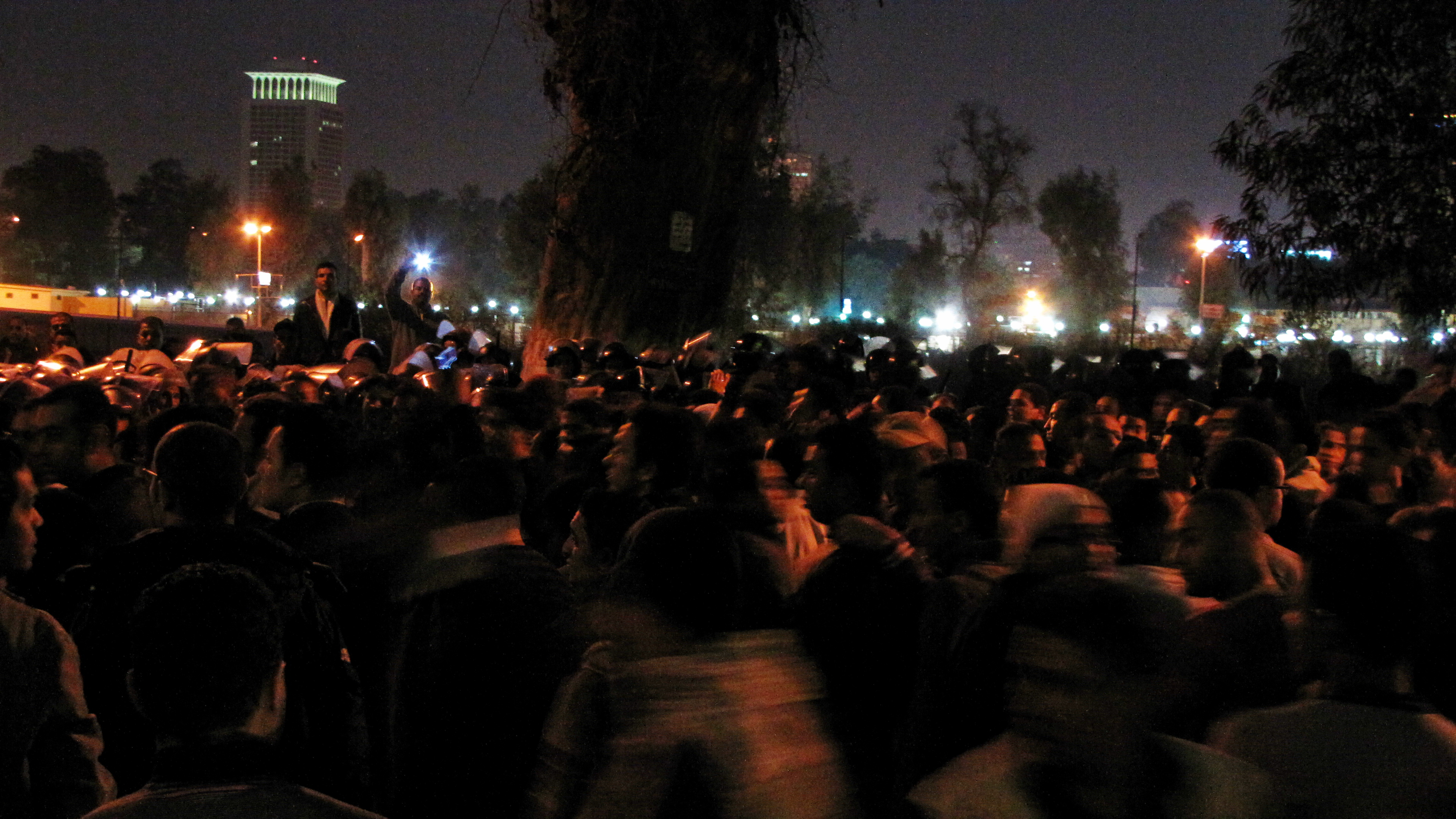
Demonstrationer den 25 januari.

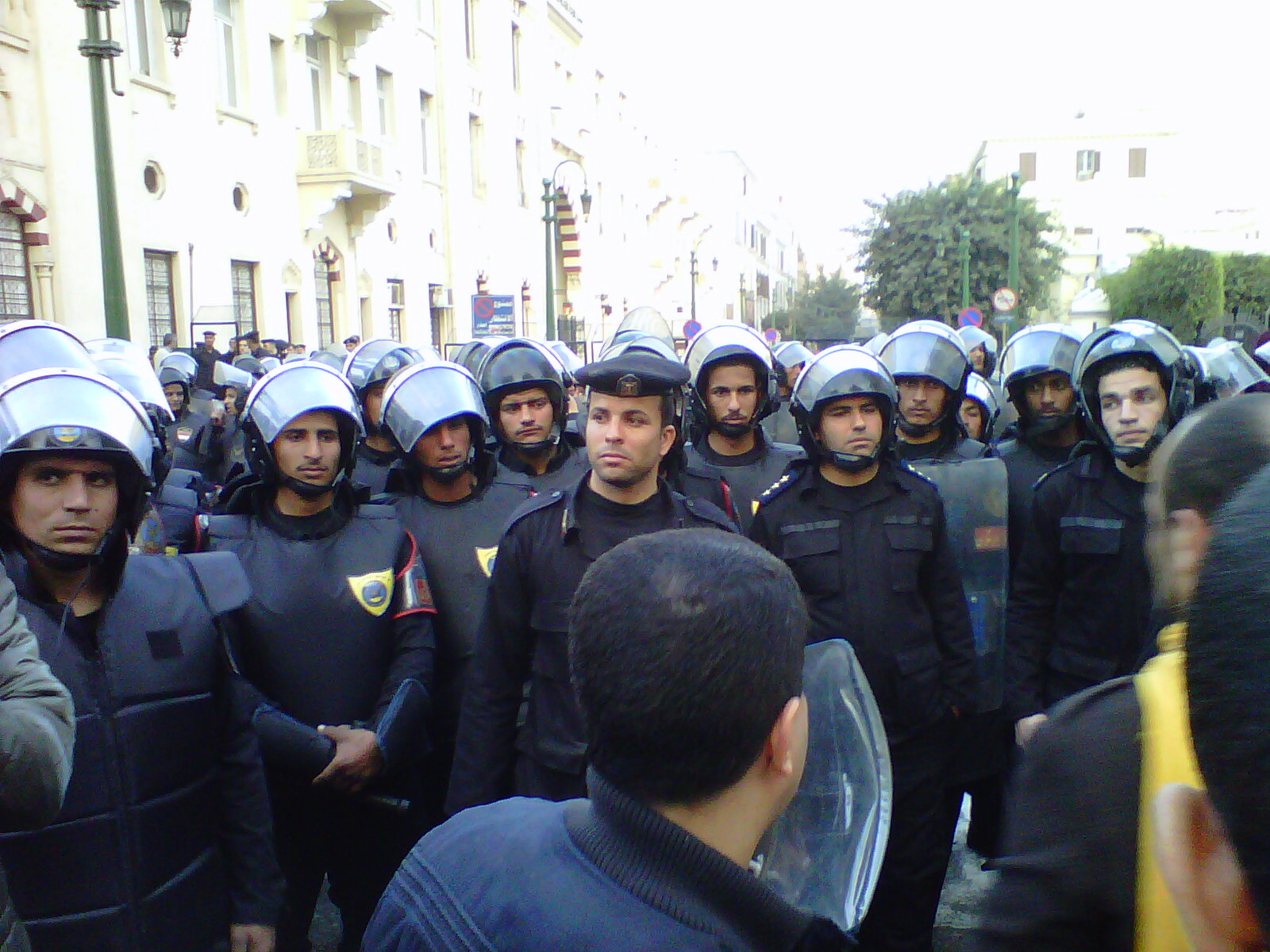
Paramilitär kravallpolis, den 25 januari.

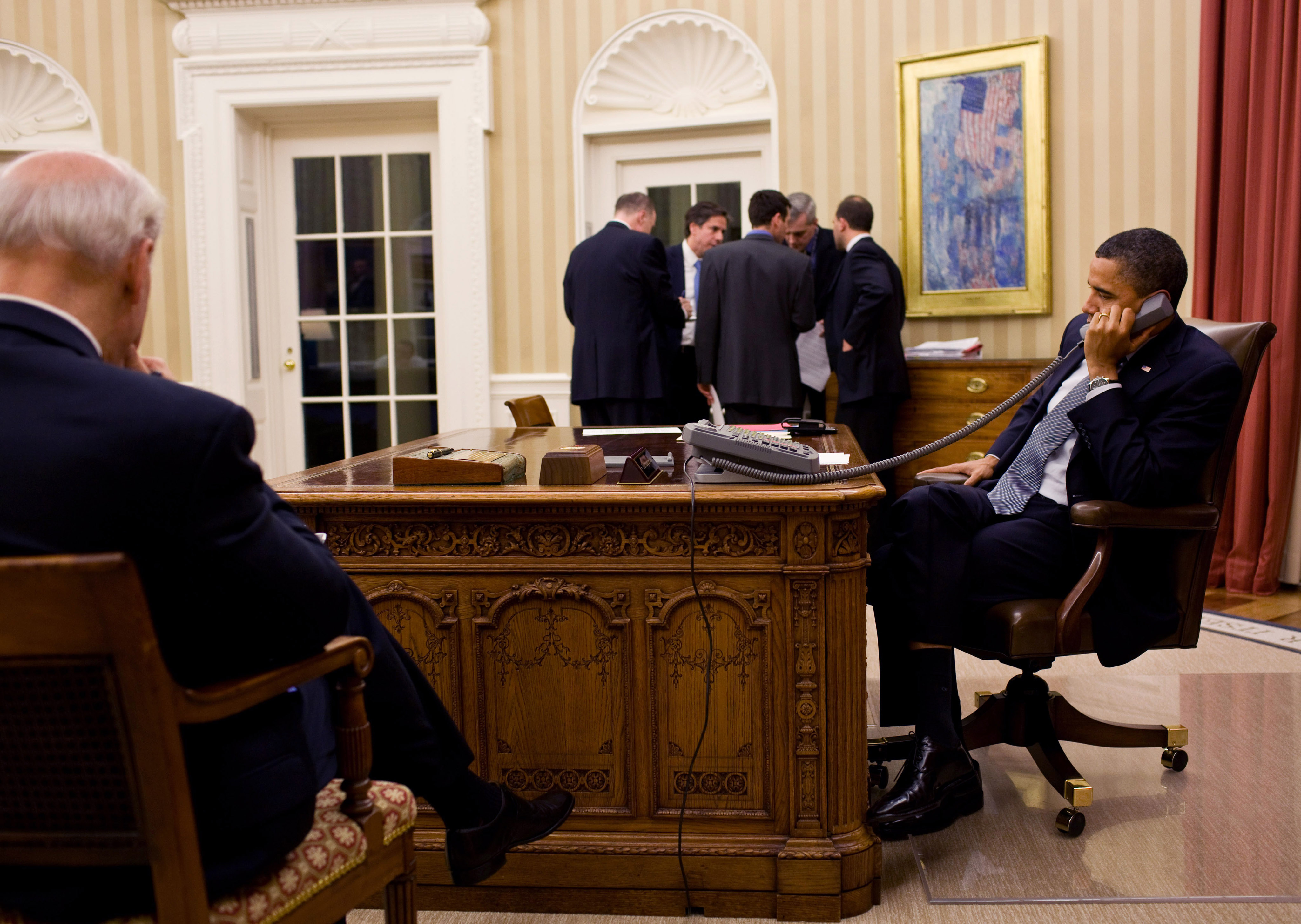
Barack Obama talar med den egyptiske presidenten Hosni Mubarak under protesterna, 28 januari.

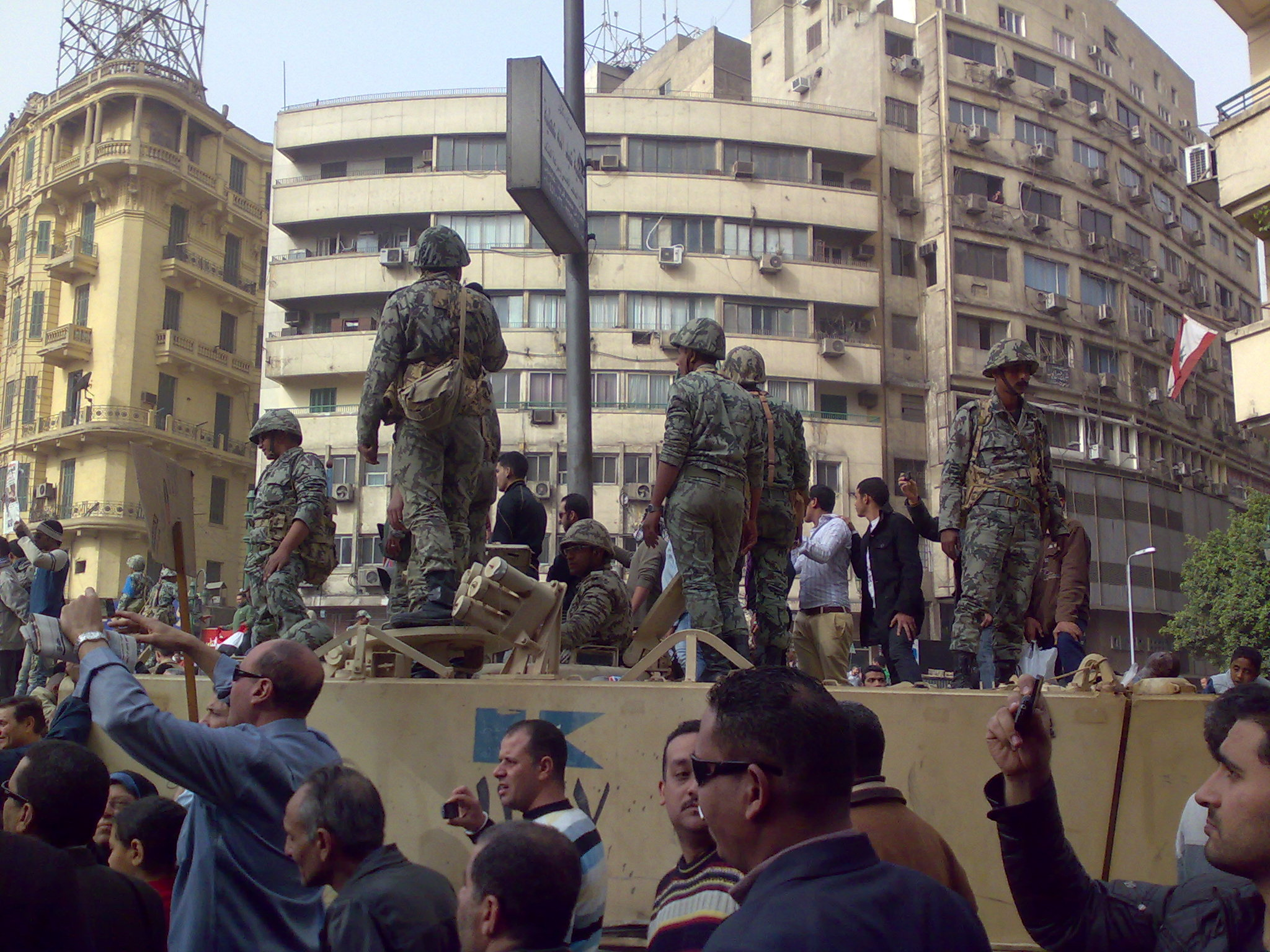
Egyptiska soldater ser på under demonstrationer på Tahrirtorget i Kairo den 29 januari.

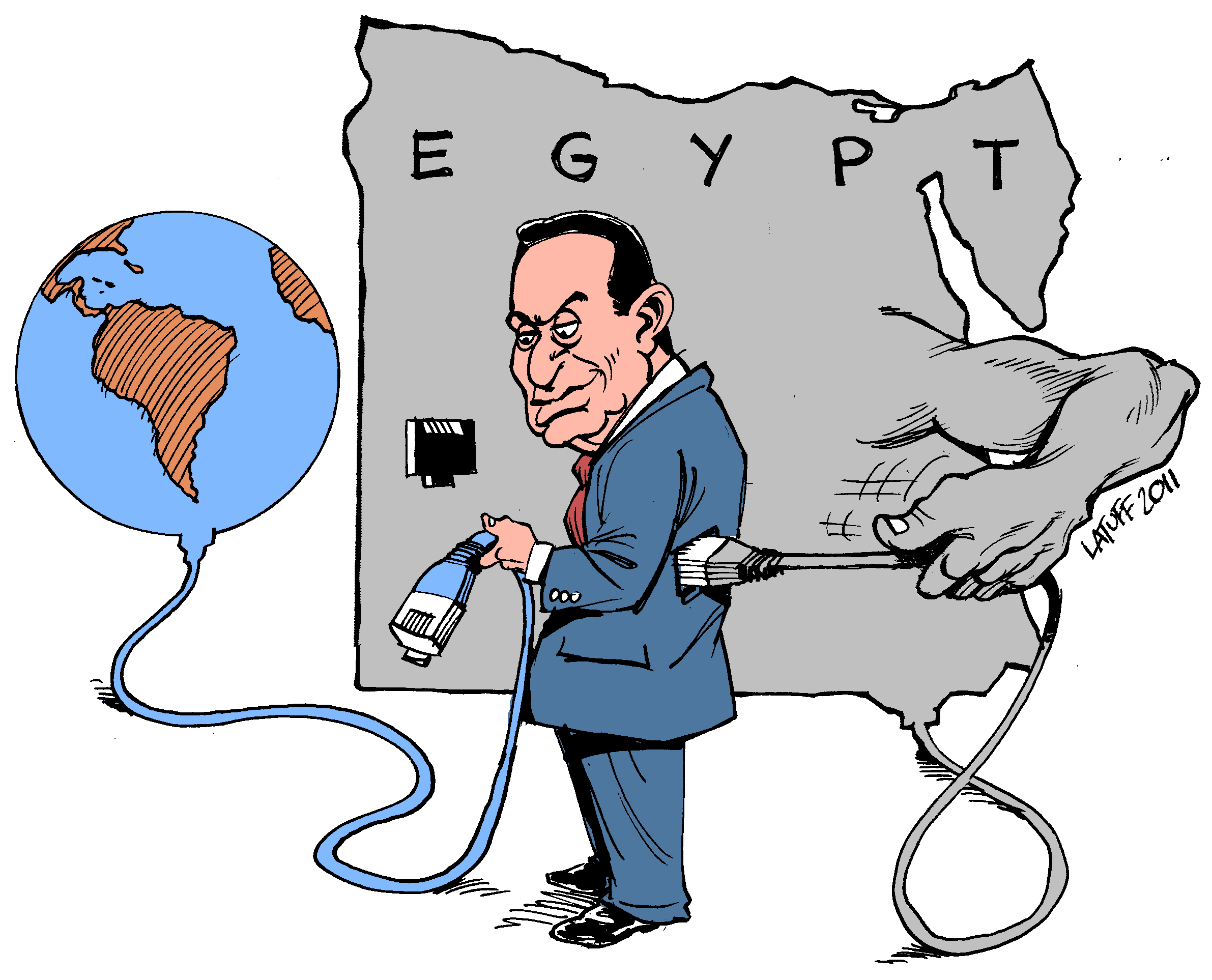
Politisk satirisk teckning som visar att Mubarak har kapat internetuppkopplingen till Egypten och hur Egypten försöker kapa kopplingen till Mubarak.

Lokala protester har varit vanliga i många år, och aldrig betraktats som något större hot för den politiska makten, men större protester och upplopp bröt ut i hela landet från och med den 25 januari 2011, som har kommit att kallas "vredens dag". Det var ett datum satt av egyptiska oppositionsmedlemmar och andra för en större demonstration, samma datum som den nationella högtiden "Polisdagen". Protesterna som hittills ägt rum under 2011 har beskrivits "sakna motsvarighet" i Egypten, och "den största uppvisningen av folkligt missnöje i mannaminne". Det har varit de största demonstrationerna i Egypten sedan brödupproren 1977. För första gången har egyptier från olika socioekonomiska bakgrunder och religioner gått ihop i protester.
Den 29 januari hade minst 105 dödsfall bland protesterande rapporterats (27 i Suez, 33 i Alexandria och 45 i Kairo), tillsammans med 10 poliser. 750 poliser och 1500 protesterande hade då skadats. Huvudstaden Kairo har beskrivits som "en krigszon", och i hamnstaden Suez har våldsamma sammandrabbningar ofta utspelat sig. Den egyptiska regeringen har försökt bryta upp och isolera protester med olika metoder. Kravallpolis har besvarat protesterna med sköldar, gummikulor, batonger, vattenkanoner, tårgas och i vissa fall skarp ammunition. Till största delen har besvarandet varit icke-dödligt, även om dödsfall har inträffat.
Regeringen stängde av åtkomsten till Internet helt den 1 februari och belade landet med utegångsförbud, och hävdade att minimerandet av störningar från protesterna är nödvändigt för att upprätthålla ordningen och förhindra en resning av fundamentalistiska islamistiska grupper. Det internationella gensvaret inför protesterna har till större delen varit stöttande, med regeringar och organisationer som förespråkar icke-våld på båda sidor av konflikten och en fridfull rörelse för reform. Protesterna har fått uppmärksamhet över hela världen på grund av den ökande integrationen av Twitter, Facebook, YouTube och andra sociala medier som har gett aktivister och åskådare möjligheten att kommunicera, koordinera och dokumentera händelserna. I takt med att publiciteten har ökat har den egyptiska regeringen i hög grad försökt begränsa åtkomsten till internet, särskilt åtkomsten till sociala medier. I tid till planerade protester den 28 januari började en "blackout" av all trafik över mobilnätet, men innan gryningen nästa morgon rapporterades det att blockeringen hade hävts.
Den 1 februari meddelade de olika oppositionsgrupperna att de bildat ett skuggparlament, kallat Folkets Parlament, för att organisera oppositionen bättre samt för att diskutera vad som bör hända om president Mubarak tvingas bort från makten. En kommitté bildades också för att föra "parlamentets" talan. I kommittén ingår bland andra representanter för det största oppositionspartiet Muslimska Brödraskapet och oppositionsledaren Mohamed ElBaradei.
Samma dag sammankallade oppositionen till en jättedemonstration, som kom att bli kallad "March of the Millions" . Enligt Al Jazeera befann sig cirka 1 miljon människor ute i Kairo och demonstrerade på eftermiddagen, en siffra som enligt dem växte till cirka två miljoner människor.

### Förändringar i regimen
President Mubarak försökte till en början blidka demonstranterna med en rad omfattande förändringar inom regimen. Den 29 januari meddelade Mubarak att den hatade premiärministern Ahmad Nazif fått sparken och ersatts med Ahmad Shafiq och att denne fått uppdrag att bilda en ny regering. Vidare utnämndes för första gången en vice-president och det blev Omar Suleiman, tidigare chef för underrättelsetjänsten.
Mubarak meddelade också genom ett TV-sänt tal till nationen den 1 februari att inte avsåg att kandidera till president vid valen i september 2011 men att han ämnade sitta kvar till dess, detta var emellertid ett mycket impopulärt beslut och det ledde till att demonstrationerna mot regimen, trots en del tafatta försök från myndigheterna att stoppa utvecklingen, ökade ännu mer i styrka under dagarna som följde. Nio dagar senare, den 10 februari, höll Mubarak ett nytt TV-tal där han åter talade om att han inte skulle ställa upp till omval men att han skulle sitta kvar tills valet i september, vilket utlyste en ny våg av missnöje bland demonstranterna. Dagen därpå, den 11 februari, meddelade dock den nyutnämnde vicepresidenten Omar Suleiman att Mubarak hade valt att avgå. Den egyptiska militärledningen tog över ledningen i landet i väntan på att demokratiska val skulle hållas.
Militärledningen blev hårt kritiserad både utanför och inom landet. USA hotade att dra in sitt bistånd sedan militärledningen slog till mot amerikanska demokratiorganisationer i Egypten. Egyptier demonstrerade i protest mot uteblivna reformer och även mot den massaker som skedde vid en fotbollsmatch där säkerhetsstyrkor anklagades för att ha varit passiva.

### Mubarak ställs inför rätta
Den 13 april 2011 häktades Mubarak på grund av anklagelserna om förskingring, korruption och brott mot mänskliga rättigheter under sin tid som president.
Han dömdes till livstids fängelse den 2 juni 2012 för att ha mördat demonstranter vid upproret. Mubarak frigavs dock år 2017 då han ansågs ha avtjänat sitt straff.

### Parlamentsval
I slutet av 2011 och början av 2012 hölls val till det Egyptiska parlamentets underhus. De var uppdelat på tre omgångar där olika geografiska områden röstade i de olika omgångarna. I första omgången av valet fick muslimska brödraskapets parti Frihets- och rättvisepartiet 37% medan salafistpartiet Al-Nur fick 24%. Bland övriga partier fick inget mer än 10%. I den andra omgången fick Frihets- och rättvisepartiet 36% och salafistpartiet 29%. Inget av de övriga partierna fick över 10% av rösterna. Efter tredje omgången när rösterna från de olika valen slagits samman blev Frihets- och rättvisepartiet största parti med 37,5% av rösterna medan salafistblocket fick 28% av rösterna.
Fördelningen i parlamentet gav Frihets- och rättvisepartiet 46% av platserna, salafistblocket 24%. Nationalliberala partiet fick drygt 7% av platserna medan Egyptiska blocket fick drygt 6%.

### Presidentval
Första omgången av presidentvalet hölls i maj 2012. De två som gick vidare till andra valomgången var islamisten Muhammad Mursi som fick 24,3 % och den förre Mubarakmedarbetaren Ahmad Shafiq som fick 23,3 %. På tredje plats kom arabsocialisten Hamdin Sabahi med 20,4 %, på fjärde plats islamisten Abd al-Munim Abu al-Futuh med och 17,2 % och därefter den förre utrikesministern Amr Moussa med 10,9 %.. I andra valomgången segrade Frihets- och rättvisepartiets kandidat Muhammad Mursi. Denne tillträdde som president den 30 juni 2012.
Protester uppstod mot Muhammad Mursis presidentskap och den 3 juli 2013 avsattes han av militären och landet leddes nu på nytt av de väpnade styrkornas högsta råd och dess ordförande Abdul Fatah al-Sisi tillsammans med den militärt tillsatta presidenten Adli Mansour. Efter att han vunnit presidentvalet den 28 maj 2014 tillträdde Abdul Fatah al-Sisi som president den 8 juni.

## Internationella reaktioner

### Överstatliga organisationer
- Catherine Ashton sade att egyptiska regeringen bör lyssna till folket, lösa problemen och respektera deras rätt att demonstrera. Hon uttryckte en önskan för egyptiska myndigheter att "respect and to protect the right of Egyptian citizens to manifest their political aspirations".[41]
- Ban Ki-moon sade att världens ledare skulle se de egyptiska protesterna som en chans att ta hand om de "legitima besvär" det egyptiska folket har. Han uttryckte också en önskan för lokala myndigheter att undvika våld. Navi Pillay sa att större delen av frustrationen bottnar i undantagstillstånden och sade att regeringen bör tillåta tillgång till internet och mobila nätverk. Hon sa också att åtgärder bör vidtas för att säkra rätten till offentlig samling.[42]

### Mellanöstern
- Israels premiärminister Benjamin Netanyahu och det israeliska utrikesdepartementet meddelade den 28 januari att de håller nära uppsikt över situationen i grannlandet, men att de inte tar ställning politiskt.[43] Associated Press rapporterade att säkerhetsansvariga anonymt uttryckt oro för att våldet kunde hota relationerna med sin viktiga allierade och att våldet kunde spridas till Palestina.[44] Binyamin Ben-Eliezer sa att "allt vi kan göra är att uttrycka vårt stöd för Mubarak och hoppas att upploppen lugnt passerar".[45]

### Europa
- Alexander Stubb ringde sin egyptiske motsvarighet för att uttrycka Finlands önskningar om att konflikten kan lösas fredligt. På finländska utrikesministeriets webbplats säger Stubb bland annat att "alla bör nu sträva efter att räta upp situationen snabbt så att inga fler dödsfall eller skador behöver inträffa. Finland fördömer användandet av våld." Han uttryckte också bekymmer inför blockeringen av kommunikationer.[46]
- Jonas Gahr Støre uppmanade egyptiska myndigheter att undanhålla sig från våld, tillåta fredliga protester, och respektera grundläggande politiska och ekonomiska rättigheter.
- Carl Bildt kritiserade Egypten för att ha blockerat tillgången till Internet, och jämförde det med Myanmar 2007. "I längden är fri tillgång till information bättre för tilltro och stabilitet än restriktioner och förbud."[47]

### Ideella organisationer
- Human Rights Watch sa att egyptisk polis eskalerat användandet av våld gentemot till stor del fredliga demonstrationer och kallade det "fullständigt oacceptabelt och oproportionerligt".[48]

#### Politiska aktivister
- Asmaa Mahfouz
- Ahmed Ghanem (politisk författare)
- George Isaac
- Israa Abdel-Fattah